# Mekongdeltat

Mekongdeltat i Vietnam.

Mekongdeltat (vietnamesiska: đồng bằng sông Cửu Long “Nine Dragon river delta”) är den region i sydvästra Vietnam där Mekongfloden närmar sig och mynnar i havet via ett nätverk av flodarmar. Mekongdeltats region omfattar en stor del av sydvästra Vietnam och har en yta på 39 000 km². Storleken på det område som omfattas av vatten beror på säsong.
Mekongdeltat har nyligen kallats en 'biologisk skattkammare'. Över 10 000 nya arter har upptäckts i tidigare outforskade områden i Mekongdeltat, däribland en art av råtta som troddes vara utrotad.